# Rezerwat przyrody Segiet
Rezerwat przyrody Segiet – częściowy leśny rezerwat przyrody, leżący w obrębie Garbu Tarnogórskiego, na granicy Bytomia i Tarnowskich Gór. Rezerwat położony jest w szczytowych partiach Srebrnej Góry (347 m n.p.m.), będącej jednym z wyższych wzniesień zachodniej części Garbu Tarnogórskiego. Obszar rezerwatu podlega ochronie czynnej.
Powołany został zarządzeniem Ministra Leśnictwa z dnia 27 kwietnia 1953 r. (M.P. z 1953 r. nr 42, poz. 511) w celu zachowania ze względów naukowych, dydaktycznych i społecznych fragmentu naturalnego lasu bukowego z domieszką świerka i jodły na obszarze dawnych wyrobisk górniczych. Powierzchnia rezerwatu wynosi 92,29 ha (akt powołujący podawał 24,29 ha), a utworzonej wokół rezerwatu i stanowiącej strefę ochronną otuliny – 142,14 ha.
Podłoże obszaru rezerwatu budują głównie osady środkowego triasu: wapienie, margle oraz kruszconośne, diploporowe lub margliste dolomity. W nielicznych miejscach są one przykryte utworami czwartorzędowymi, głównie piaskami polodowcowymi.

## Historia
Już w 1908 roku zostały podjęte starania o utworzenie rezerwatu na Srebrnej Górze, w obrębie kompleksu leśnego, zwanego Lasem Segieckim. W czerwcu 1916 r. odbyto wizję lokalną z udziałem przyrodników, nadleśniczego i przedstawiciela hrabiego Donnersmarcka, który był właścicielem tych terenów. Późniejsze wielokrotne starania o utworzenie rezerwatu, zarówno przyrodników polskich jak niemieckich, zakończone zostały powodzeniem dopiero w 1953 r. Dobrze zachowany 150-letni drzewostan bukowy z domieszką jaworu, świerka, sosny, jarzębu, w którym buki osiągają wysokość 35-40 m, jest efektem naturalnej sukcesji lasu na terenach znacznie przekształconych przez gospodarkę człowieka.
W 2023 roku obszar rezerwatu przyrody Segiet oraz jego otuliny został zwiększony, odpowiednio do 92,29 i 142,14 ha. Zarządzenia Regionalnego Dyrektora Ochrony Środowiska w Katowicach w tej sprawie weszło w życie 27 stycznia 2023.

## Cel ochrony
Celem ochrony w rezerwacie jest zachowanie ze względów naukowych, dydaktycznych, społecznych i krajobrazowych fragmentu naturalnego lasu bukowego oraz dawnych wyrobisk górniczych (tzw. warpie), wraz z całym bogactwem gatunkowym fauny i flory.

## Flora
Na terenie rezerwatu reprezentowane są trzy zespoły leśne:
- kwaśna buczyna niżowa (Luzulo pilosae-Fagetum) – w części północnej;
- ciepłolubna buczyna storczykowa (Cephalanthero-Fagenion) – w części południowej, pokrytej lejami i zapadliskami po dawnych szybach;
- żyzna buczyna, będąca prawdopodobnie zdegradowaną, niżową formą żyznej buczyny karpackiej (Dentario glandulosae-Fagetum) – na pozostałych obszarach.

Flora rezerwatu składa się z (dane zbliżone) 15 gatunków drzew, 9 gatunków krzewów oraz 103 gatunków roślin zielnych i 40 gatunków mszaków. Wśród roślin zielnych występuje szereg storczykowatych: buławnik czerwony, gnieźnik leśny, kruszczyk rdzawoczerwony czy kruszczyk szerokolistny i najokazalszy z polskich storczyków – obuwik pospolity. Pozostałe chronione gatunki roślin w okolicy rezerwatu: lilia złotogłów, orlik pospolity, śnieżyczka przebiśnieg, tojad dzióbaty i wawrzynek wilczełyko .

## Fauna
Ze względu na występujący na terenie rezerwatu skomplikowany system podziemnych szybów i chodników teren rezerwatu jest największym skupiskiem zimujących nietoperzy, w szczególności mroczki późne, gacki brunatne i szare oraz nocki duże, rude, wąsatki, Brandta i Natterera .

## Otoczenie przyrodnicze i kulturowe

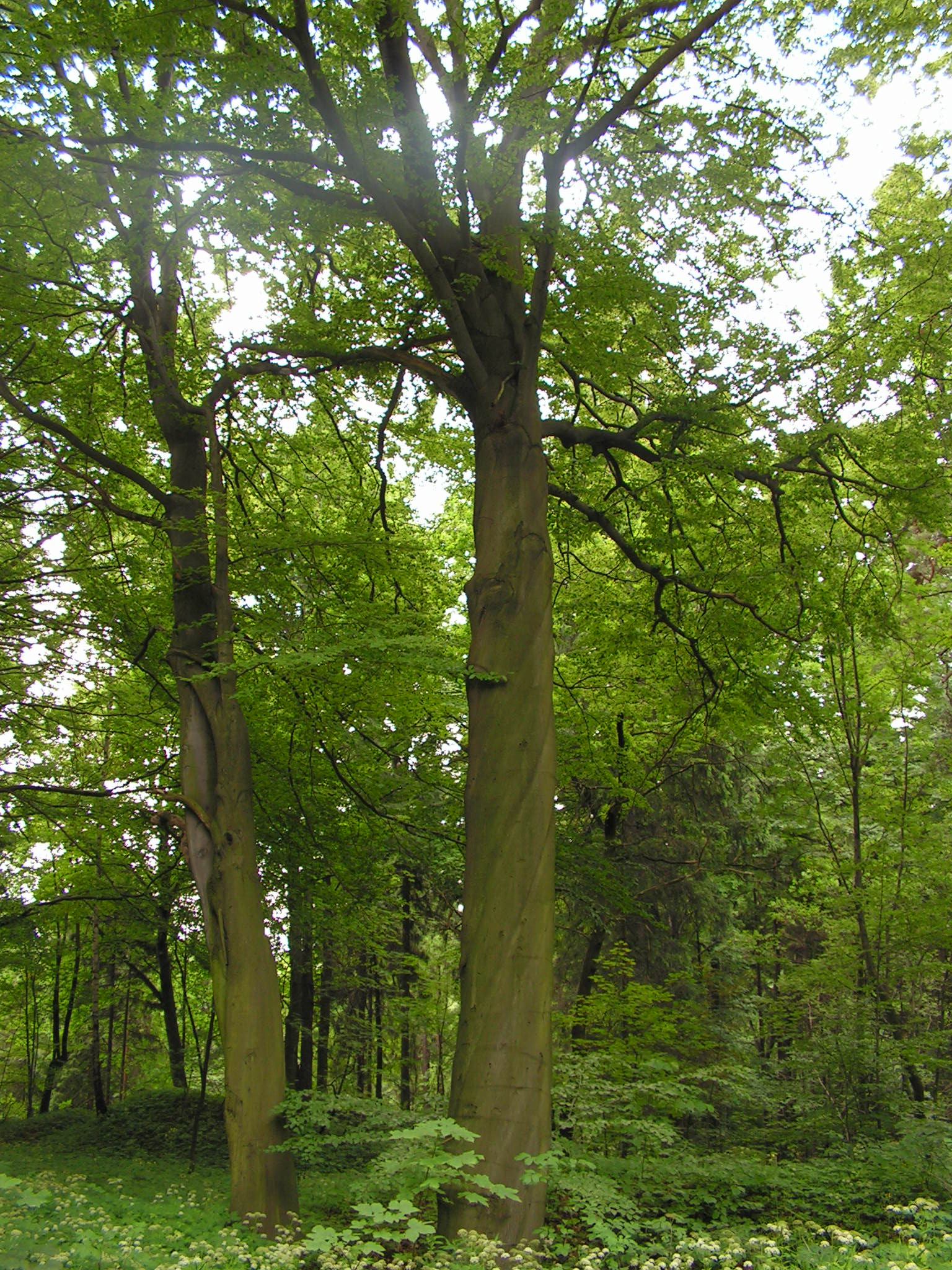
Buki na terenie rezerwatu Segiet (2005)

Rezerwat Segiet bezpośrednio sąsiaduje ze stanowiskiem dokumentacyjnym Blachówka będącym nieczynnym kamieniołomem dolomitu. Stare wyrobisko dolomitu, powstałe na przełomie XIX/XX wieku, zostało objęte ochroną w 1995 r. ze względu na jego wyjątkowe walory naukowe, dydaktyczne, historyczne i krajobrazowe. Strome ściany wyrobiska są siedliskiem ptactwa (również drapieżników) oraz rzadkich kserotermicznych roślin.
Z rezerwatem Segiet oraz wyrobiskiem Blachówka związane są tzw. Podziemia Tarnogórsko-Bytomskie, powstałe w wyniku eksploatacji górniczej trwającej od XII do XX w. Powstałe w ten sposób sztolnie oraz szyby, chodniki, komory i wybierki, których długość wynosi ponad 300 km, stały się największym na Górnym Śląsku stanowiskiem zimowania nietoperzy. Występowanie w podziemiach gatunków nietoperzy ujętych w załączniku II dyrektywy siedliskowej stało się powodem objęcia tego terenu ochroną jako ostoja Natura 2000 Podziemia Tarnogórsko-Bytomskie o powierzchni 3490,8 ha. Przyrodnicy oznaczyli na tym terenie aż 10 gatunków nietoperzy, m.in. nocek duży, gacek brunatny (największe w Europie zimowisko tego nietoperza). W południowej części nieczynnego wyrobiska Blachówka, w ścianie eksploatacyjnej znajdują się otwory wlotowe, którymi nietoperze przemieszczają się z podziemi na zewnątrz, pełnią one również funkcję otworów wentylacyjnych dla systemu podziemnych korytarzy.
Na terenie Segietu można znaleźć liczne ślady dawnego górnictwa srebra i ołowiu takie jak: leje, zapadliska.

## Zagrożenia dla Segietu, Srebrnej Góry i Lasu Segieckiego
W najbliższym sąsiedztwie rezerwatu Segiet i wyrobiska Blachówka powstał kompleks sportowo-rekreacyjny Dolomity Sportowa Dolina (całoroczne stoki narciarskie z wyciągami i kompleksem usługowym), na potrzeby którego wykarczowano znaczne połacie Lasu Segieckiego stanowiącego ścianę ochronną dla rezerwatu. Funkcjonowanie tego obiektu w granicach obszarów chronionych nasiliło antropopresję na te obszary, kompleks sportowo-rekreacyjny organizuje liczne imprezy masowe: zloty pojazdów militarnych, rajdy quadów, aut terenowych i motorów. Kolejnym zagrożeniem jest budowa osiedla ponad 30 domów jedno- i wielorodzinnych (docelowo powstanie jeszcze osiedle ponad 100 domów, pawilonu handlowego, przychodni, garaży), która pociąga za sobą dalszą wycinkę Lasu Segieckiego, wnikanie terenów zabudowanych na obszary rezerwatu. Inwestycje zagrażają występującej w sąsiednich podziemiach populacji nietoperzy, ze względu na kurczenie się bazy pokarmowej i niszczenie miejsc żerowania tych ssaków, a także możliwe zasypywanie w trakcie robót budowlanych otworów w wyrobiskach, którymi nietoperze przedostają się do podziemnych korytarzy.
Zagrożeniem jest konieczność wycinki dużej ilości chorych drzew Lasu Segieckiego stanowiącego otulinę rezerwatu przyrody Segiet. Najpoważniejsze ubytki powstaną od strony południowej rezerwatu. Leśnicy przewidują, że nastąpi nadmierne naświetlenie lasu bukowego stanowiącego drzewostan rezerwatu. W skrajnym przypadku może to doprowadzić do wymierania buczyny.

## Obiekt UNESCO
Rezerwat Segiet, będący fragmentem krajobrazu pogórniczego Srebrnej Góry, został wpisany 9 lipca 2017 na listę światowego dziedzictwa UNESCO jako część Kopalni rud ołowiu, srebra i cynku wraz z systemem gospodarowania wodami podziemnymi w Tarnowskich Górach. 